# Elecciones federales de 1979 en Chihuahua
Las elecciones federales en Chihuahua de 1979 se llevaron a cabo el domingo 1 de julio de 1979, y en ellas se renovaron los siguientes cargos de elección popular:
- 14 diputados federales. Miembros de la cámara baja del Congreso de la Unión. Diez elegidos por mayoría simple y cuatro mediante el principio de representación proporcional a partir de la lista regional por partido correspondiente a la segunda circunscripción electoral. Todos ellos electos para un periodo de tres años a partir del 1 de septiembre de 1979 sin posibilidad de reelección para el periodo inmediato.

## Resultados electorales

### Diputados federales por Chihuahua

#### Diputados electos
| Candidato                       | Partido | Distrito    | Tipo de elección            |
| ------------------------------- | ------- | ----------- | --------------------------- |
| Margarita Moreno Mena           |         | Distrito 1  | Mayoría relativa            |
| Jesús Chávez Baeza              |         | Distrito 2  | Mayoría relativa            |
| René Franco Barreno             |         | Distrito 3  | Mayoría relativa            |
| Miguel Lerma Candelaria         |         | Distrito 4  | Mayoría relativa            |
| Enrique Pérez González          |         | Distrito 5  | Mayoría relativa            |
| Enrique Sánchez Silva           |         | Distrito 6  | Mayoría relativa            |
| Demetrio Bernardo Franco Derma  |         | Distrito 7  | Mayoría relativa            |
| Mario Legarreta Hernández       |         | Distrito 8  | Mayoría relativa            |
| Rebeca Anchondo Fernández       |         | Distrito 9  | Mayoría relativa            |
| Alfonso Jesús Armendáriz Durán  |         | Distrito 10 | Mayoría relativa            |
| Esteban Aguilar Jáquez          |         | N/A         | Representación proporcional |
| María del Carmen Jiménez Méndez |         | N/A         | Representación proporcional |
| Hildebrando Gaytán Márquez      |         | N/A         | Representación proporcional |
| Antonio Becerra Gaytán          |         | N/A         | Representación proporcional |

#### Resultados
|  | 13.55 % |

|  | 65.77 % |

|  | 2.84 % |

|  | 1.31 % |

|  | 1.63 % |

|  | 5.22 % |

|  | 1.66 % |

|  | 8.03 % |

|  | 100 % |

##### Distrito 1: Chihuahua
|  | 12.05 % |

|  | 56.74 % |

|  | 5.28 % |

|  | 5.05 % |

|  | 1.89 % |

|  | 10.93 % |

|  | 1.53 % |

|  | 0.00 % |

|  | 93.47 % |

|  | 6.53 % |

|  | 26.96 % |

|  | 73.04 % |

##### Distrito 2: Hidalgo del Parral
|  | 11.83 % |

|  | 69.67 % |

|  | 1.32 % |

|  | 1.63 % |

|  | 0.24 % |

|  | 3.48 % |

|  | 0.25 % |

|  | 0.02 % |

|  | 88.43 % |

|  | 11.57 % |

|  | 37.24 % |

|  | 62.76 % |

##### Distrito 3: Ciudad Juárez
|  | 22.43 % |

|  | 56.46 % |

|  | 3.21 % |

|  | 0.11 % |

|  | 2.45 % |

|  | 4.85 % |

|  | 1.41 % |

|  | 0.05 % |

|  | 90.96 % |

|  | 9.04 % |

|  | 38.24 % |

|  | 61.76 % |

##### Distrito 4: Ciudad Juárez
|  | 18.72 % |

|  | 58.56 % |

|  | 3.11 % |

|  | 1.93 % |

|  | 2.22 % |

|  | 4.85 % |

|  | 1.49 % |

|  | 0.00 % |

|  | 90.87 % |

|  | 9.13 % |

|  | 62.77 % |

|  | 37.23 % |

##### Distrito 5: Guerrero
|  | 1.82 % |

|  | 87.19 % |

|  | 0.66 % |

|  | 0.11 % |

|  | 1.02 % |

|  | 2.23 % |

|  | 4.21 % |

|  | 0.00 % |

|  | 97.24 % |

|  | 2.76 % |

|  | 36.28 % |

|  | 63.72 % |

##### Distrito 6: Camargo
|  | 12.05 % |

|  | 65.83 % |

|  | 3.33 % |

|  | 1.74 % |

|  | 0.81 % |

|  | 6.69 % |

|  | 1.58 % |

|  | 0.04 % |

|  | 92.07 % |

|  | 7.93 % |

|  | 23.06 % |

|  | 76.94 % |

##### Distrito 7: Chihuahua
|  | 11.58 % |

|  | 61.13 % |

|  | 5.12 % |

|  | 1.10 % |

|  | 1.65 % |

|  | 9.36 % |

|  | 4.03 % |

|  | 0.06 % |

|  | 94.04 % |

|  | 5.96 % |

|  | 31.46 % |

|  | 68.54 % |

##### Distrito 8: Ciudad Juárez
|  | 19.37 % |

|  | 58.13 % |

|  | 2.92 % |

|  | 1.15 % |

|  | 2.68 % |

|  | 4.99 % |

|  | 1.42 % |

|  | 0.00 % |

|  | 90.66 % |

|  | 9.34 % |

|  | 64.87 % |

|  | 35.13 % |

##### Distrito 9: Nuevo Casas Grandes
|  | 10.11 % |

|  | 73.63 % |

|  | 1.54 % |

|  | 0.10 % |

|  | 0.45 % |

|  | 3.88 % |

|  | 0.71 % |

|  | 0.00 % |

|  | 90.42 % |

|  | 9.58 % |

|  | 54.64 % |

|  | 45.36 % |

##### Distrito 10: Cuauhtémoc
|  | 2.42 % |

|  | 86.57 % |

|  | 2.08 % |

|  | 0.14 % |

|  | 1.74 % |

|  | 2.31 % |

|  | 0.41 % |

|  | 0.00 % |

|  | 95.66 % |

|  | 4.34 % |

|  | 51.33 % |

|  | 48.67 % |